# Ceraspis oblonga
Ceraspis oblonga är en skalbaggsart som beskrevs av Moser 1919. Ceraspis oblonga ingår i släktet Ceraspis och familjen Melolonthidae. Inga underarter finns listade i Catalogue of Life.